# Transsexual
Transsexual (también referido como Transsexual / Patrick122) es un EP del músico electrónico Mr. Oizo. Fue lanzado el 11 de junio de 2007. Este material fue el primer lanzamiento hecho por Oizo en la discográfica Ed Banger Records. La voz principal en este álbum pertenece a un sistema de voz de Macintosh llamado "Junior", quien dice ser la reencarnación de Michael Jackson.

## Composición y descripción
El extended play fue grabado en Francia. Según Boomkat, la narración repetitiva y salaz de "Transsexual" hace referencia a "The Girls" de Calvin Harris. La canción "Ovoma" usa una línea sintetizada de arpegios, un tambor tenue, y una influencia que varia entre el electro, hip hop, y el acid. "Patrick 122" está basado en la música disco clásica, cambiante, e incluye una remasterización de la canción 1979 "Do It at the Disco" de Gary's Gang. "Blind Concerto" incluye nuevamente a Junior interpretando una sesión al estilo John Carpenter, dedicado a Michael Jackson. El EP finaliza con la voz electrónica diciendo, entrecortadamente, la frase "Bye... Love... Mi-chael".

## Lista de canciones
- A1. "Hello" — 0:50
- A2. "Transsexual" — 4:12
- A3. "Ovoma" — 2:18

- B1. "Patrick122" — 4:59
- B2. "Blind Concerto" — 3:58

## Créditos y personal
- Mr. Oizo/Quentin Dupieux - compositor, productor, mezcla
- So Me - diseño de carátula
- Nilz - masterización